# ISO 3166-2:KM

Inseln der Komoren

Die Liste der ISO-3166-2-Codes für die Komoren enthält die Codes für die 3 Hauptinseln.

Die Codes bestehen aus zwei Teilen, die durch einen Bindestrich voneinander getrennt sind. Der erste Teil gibt den Landescode gemäß ISO 3166-1 (für die Komoren KM), der zweite den Code für die Insel wieder.
Die aktuellen Codes stehen auf der Seite der ISO unter #iso:code:3166:KM zur Verfügung.

| Insel         | Code |
| ------------- | ---- |
| Anjouan       | KM-A |
| Grande Comore | KM-G |
| Mohéli        | KM-M |